# ケクタ・マネー
ケクタ・マネー（Kekuta Manneh、1994年12月30日 - ）は、ガンビア出身のプロサッカー選手。ポジションはMF。

## クラブ経歴
2013年1月、MLSスーパードラフトに参加するため、メジャーリーグサッカーとジェネレーション・アディダス契約を結んだ。2週間後に開催されたドラフトの全体4人目でバンクーバー・ホワイトキャップスに指名された。3月3日のトロントFC戦でプロデビュー。4月27日のFCダラス戦でプロ初ゴールを決めた。10月9日のシアトル・サウンダーズFC戦ではMLS史上最年少（18歳283日）でのハットトリックを達成した。
2017年3月、トニー・チャニとのトレードでコロンバス・クルーに加入。
2017年12月、メキシコのCFパチューカに加入。
2018年6月、スイス・スーパーリーグのFCザンクト・ガレンに加入。
2019年2月、保有権を持つコロンバス・クルーと総額30万ドルの金銭トレードの形でFCシンシナティに加入。
2020年8月17日、ニューイングランド・レボリューションに加入する事が発表された。
2021年1月22日、オースティンFCに加入する事が発表された

## 代表歴
年代別ガンビア代表に召集された経験があるが、フル代表の出場歴はない。
2016年9月にアメリカ合衆国の市民権を取得したことで、アメリカ合衆国代表でのプレーも可能となった。2017年1月と2018年3月の2度、アメリカ合衆国代表に召集されたが、こちらも出場歴はない。

## 人物
2016年9月にアメリカ合衆国の市民権を取得した。
敬虔なムスリムで、ラマダーンには断食も行っている。

## タイトル
バンクーバー・ホワイトキャップス
- カナディアン・チャンピオンシップ: 2015